# Outbreak (musicien)
Pour les articles homonymes, voir Outbreak.
Outbreak, de son vrai nom John-Paul Pirrello (né le 27 décembre 1984 à Sydney), est un producteur et DJ australien de hardstyle. Outbreak joue dans des lieux prestigieux aux Pays-Bas comme le Ziggo Dome, Heineken Music Hall, Jaarbeurs (Utrecht), Gelredome et le Brabanthallen. 
Depuis l'adoption de son nom Outbreak, JP joue dans des événements de hard dance comme Hard Bass, Defqon.1 (Australie et Pays-Bas), Qapital, Masters of Hardcore, Decibel Outdoor, The Qontinent, Q-Base et de nombreux autres événements de grande envergure organisés par des entreprises comme Q-dance, Bass Events, et b2s.

## Biographie
John-Paul (JP) Pirrello naît le 27 décembre 1984 à Sydney, en Australie. À ses premières années, JP joue sous le nom de scène NitrouZ et publie les chansons City Bitch, Crazy Music avec DJ Duro, et Lonely Dark avec Zany. Pendant ces années, il publie ses chansons dans des labels comme Dutch Master Works et Fusion Records. Sous le nom de NitrouZ, JP joue dans de nombreux événements en Australie et aux Pays-Bas incluant Defqon.1, Dance Valley, Q-dance : The Next Level, X-Qlusive Showtek, Q-Base, et Euphoria.
En 2013, il change son nom NitrouZ pour Outbreak, signant au label WE R Music de Brennan Heart, et représentant du sous-label WE R Raw. Outbreak se popularise rapidement dans la scène hardstyle grâce à des chansons comme A New Today, Get the Mean avec DV8 Rocks!, son remix officiel de la chanson Hit You With that Bang Shit d'Adaro et #Bassface, qui atteindra plus de 500 000 vues sur YouTube,. Dans une interview, il confie avoir choisi son nom parmi 300 autres.
Il participe à la fin de décembre 2014 à la compilation WE R Hardstyle Yearmix 2014 aux côtés de Brennan Heart et Code Black ; l'album reçoit une note de 72 % sur Partyflock. Il est également inclus dans la compilation publiée le 6 novembre 2015. À la fin de 2015, il annonce une série d'EP à commencer par Rebel Territory.